# جو أوليفر (سياسي)
جو أوليفر هو سياسي كندي، ولد في 20 مايو 1940 في مونتريال في كندا. حزبياً، نشط في حزب المحافظين الكندي. وقد انتخب وزير المالية ‏ (19 مارس 2014 – ) وانتخب وزير الموارد الطبيعية ‏ (18 مايو 2011 – 18 مارس 2014) وانتخب عضو مجلس العموم الكندي عن دائرة Eglinton—Lawrence (federal electoral district) ‏ (30 مايو 2011 – ).

## وصلات خارجية
- الموقع الرسمي